# Victoria altimontaria
Victoria altimontaria là một loài bướm đêm trong họ Geometridae.